# Piet Crous
Petrus Arnoldus Crous (Johannesburgo, 2 de julio de 1955) es un exboxeador sudafricano de la categoría del peso crucero, en la que llegó a ser campeón mundial de la Asociación Mundial de Boxeo (AMB).
Crous se retiró del boxeo en 1987.

## Trayectoria en el boxeo profesional
| Combates          | 30                                  |
| Combates ganados  | 26 (21 por nocaut y 5 a los puntos) |
| Combates perdidos | 2 (2 por nocaut)                    |
| Combates nulos    | 1                                   |

| N.º | Resultado    | Balance  | Rival                |       | Asalto  | Fecha      | Localidad       |
| --- | ------------ | -------- | -------------------- | ----- | ------- | ---------- | --------------- |
| 30  | Derrota      | 26-2-1-1 | Freddie Rafferty     | KO    | 7 (10)  | 16/5/1987  | Sun City        |
| 29  | Victoria     | 26-1-1-1 | Isak Sakkie Enslin   | RET.  | 6 (10)  | 7/2/1987   | Sun City        |
| 28  | Victoria     | 25-1-1-1 | Hannes van den Berg  | DESC. | 4 (10)  | 22/11/1986 | Johannesburgo   |
| 27  | Victoria     | 24-1-1-1 | Tomás Polo Ruiz      | PTS   | 10      | 1/3/1986   | Sun City        |
| 26  | Derrota      | 23-1-1-1 | Dwight Muhammad Qawi | KO    | 11 (15) | 27/7/1985  | Sun City        |
| 25  | Victoria     | 23-0-1-1 | Randy Stephens       | KOT   | 3 (15)  | 30/3/1985  | Sun City        |
| 24  | Victoria     | 22-0-1-1 | Ossie Ocasio         | PTS   | 15      | 1/12/1984  | Sun City        |
| 23  | Victoria     | 21-0-1-1 | Jose Seys            | KOT   | 4 (10)  | 31/3/1984  | Johannesburgo   |
| 22  | Victoria     | 20-0-1-1 | Solomon Zuma         | KO    | 10 (12) | 5/3/1984   | Johannesburgo   |
| 21  | Victoria     | 19-0-1-1 | Solomon Zuma         | KOT   | 11 (12) | 19/12/1983 | Durban          |
| 20  | Victoria     | 18-0-1-1 | Víctor Robledo       | KO    | 7 (10)  | 29/10/1983 | Johannesburgo   |
| 19  | Victoria     | 17-0-1-1 | Pedro César Duarte   | KO    | 2 (10)  | 6/8/1983   | Johannesburgo   |
| 18  | Victoria     | 16-0-1-1 | Charles Henderson    | KOT   | 4 (10)  | 28/4/1983  | Ciudad del Cabo |
| 17  | Victoria     | 15-0-1-1 | Theunis Kok          | RET.  | 6 (10)  | 5/2/1983   | Johannesburgo   |
| 16  | Victoria     | 14-0-1-1 | Prince Tukane        | RET.  | 12 (12) | 5/7/1982   | Ciudad del Cabo |
| 15  | Victoria     | 13-0-1-1 | Wilie Opperman       | KOT   | 7 (12)  | 26/4/1982  | Johannesburgo   |
| 14  | No disputado | 12-0-1-1 | Martin Barnard       | -     | 5 (12)  | 6/2/1982   | Johannesburgo   |
| 13  | Victoria     | 12-0-1   | Doug Lumley          | PTS   | 12      | 2/11/1981  | Ciudad del Cabo |
| 12  | Victoria     | 11-0-1   | Ivy Brown            | RET.  | 8 (10)  | 3/10/1981  | Johannesburgo   |
| 11  | Victoria     | 10-0-1   | Willie Opperman      | RET.  | 7 (8)   | 15/8/1981  | Johannesburgo   |
| 10  | Victoria     | 9-0-1    | Prince Tukane        | PTS   | 8       | 21/5/1981  | Ciudad del Cabo |
| 9   | Nulo         | 8-0-1    | Willie Opperman      | PTS   | 6       | 13/3/1981  | Welkom          |
| 8   | Victoria     | 8-0      | Daniel Mapanya       | KOT   | 1 (8)   | 7/2/1981   | Vereeniging     |
| 7   | Victoria     | 7-0      | Mervin Smit          | KO    | 3 (6)   | 19/12/1980 | Welkom          |
| 6   | Victoria     | 6-0      | Solomon Dladla       | KO    | 1 (6)   | 15/9/1980  | Durban          |
| 5   | Victoria     | 5-0      | John Dlamini         | KOT   | 1 (4)   | 4/7/1980   | Durban          |
| 4   | Victoria     | 4-0      | Piet Espag           | KO    | 1 (4)   | 21/4/1980  | Secunda         |
| 3   | Victoria     | 3-0      | Gerrie Joubert       | KO    | 1 (4)   | 28/10/1978 | Ermelo          |
| 2   | Victoria     | 2-0      | Brian Smit           | RET.  | 4 (4)   | 21/8/1978  | Welkom          |
| 1   | Victoria     | 1-0      | Barend Steyn         | KO    | 1 (4)   | 14/11/1977 | Johannesburgo   |

| Notas |
| --- |
| Pierde el título de campeón mundial del peso crucero de la Asociación Mundial de Boxeo (AMB) ante Dwight Muhammad Qawi (27 de julio de 1985). |
| Retiene el título de campeón mundial del peso crucero de la Asociación Mundial de Boxeo (AMB) ante Randy Stephens (30 de marzo de 1985).      |
| Gana el título de campeón mundial del peso crucero de la Asociación Mundial de Boxeo (AMB) ante Ossie Ocassio (1 de diciembre de 1984).       |